# Gređani (żupania sisacko-moslawińska)
Gređani – wieś w Chorwacji, w żupanii sisacko-moslawińskiej, w gminie Topusko. W 2011 roku liczyła 341 mieszkańców.